# Salificação
A salificação ou reação de neutralização é o nome que se dá a toda reação química que ocorre na mistura de um ácido com uma base. A rigor, compreende a reação entre o hidroxônio ( H3O+) e a hidroxila ( OH-), resultando em água. Caso os íons provenientes da base e do ácido formem um sal produto solúvel, então esses íons são espectadores, não participando da reação.
É importante destacar que essas reações químicas só acontecem em meio aquoso, pois é preciso primeiro acontecer a ionização do ácido e a dissociação da base.
Pode ser subdividida em:
- Neutralização total: Após o término da reação, todos os hidrogênios ionizáveis do ácido e hidroxilas da base se neutralizaram.
- Neutralização parcial: Após o término da reação, sobram cátions hidrogênio ou ânions hidroxilas. Quando na fórmula do sal houver íons hidroxilas, será chamado de sal básico, de reação básica ou hidróxisal e quando houver íons hidrogênio na fórmula do sal formado na reação, será chamado de sal ácido, de reação ácida ou de hidrogeno sal.

Neutralização Total:
- Definição:  A quantidade de íons H+ (do ácido) é igual à quantidade de íons OH- (da base).
- Exemplo:  HCl (ácido clorídrico) + NaOH (hidróxido de sódio) → NaCl (cloreto de sódio) + H2O (água).
- Calculos:
  - Determinação de Mols: Se a reação for 1:1 (1 mol de ácido reage com 1 mol de base), o número de mols de um reagente é igual ao número de mols do outro. Caso contrário, use a estequiometria da reação para determinar a relação entre os reagentes e os produtos.
  - Exemplo de Cálculo: Para neutralizar 0,5 moles de ácido clorídrico (HCl), quantos moles de hidróxido de sódio (NaOH) são necessários? A reação é 1:1, portanto, são necessários 0,5 moles de NaOH.

Neutralização Parcial:
- Definição:  Há excesso de H+ (formando sais hidrogenados) ou OH- (formando sais hidroxidos).
- Exemplo:
  - Neutralização parcial do ácido: H2SO4 (ácido sulfúrico) + NaOH (hidróxido de sódio) → NaHSO4 (hidrogenossulfato de sódio) + H2O.
  - Neutralização parcial da base: HCl (ácido clorídrico) + Ca(OH)2 (hidróxido de cálcio) → CaCl2 (cloreto de cálcio) + H2O.
- Calculos:
  - Identifique o excesso: Determine qual reagente está em excesso (H+ ou OH-).
  - Determine a quantidade em excesso: Calcule quantos mols de H+ ou OH- estão em excesso.
  - Formação do sal: O sal formado terá a presença de H+ (sais hidrogenados) ou OH- (sais hidroxidos) no seu nome.
  - Exemplo de Cálculo: Se 0,5 moles de H2SO4 reagem com 0,3 moles de NaOH, quantos mols de NaHSO4 são formados? A reação é 1:1 para formar o hidrogenossulfato. Como 0,3 moles de NaOH são necessários para neutralizar 0,3 moles de H2SO4, sobrará 0,2 moles de H2SO4. Portanto, 0,3 moles de NaHSO4 são formados, com 0,2 moles de H2SO4 restantes.

Considerações Importantes:
- Balanceamento da Equação:  Certifique-se de balancear a equação química da reação para garantir que a quantidade de H+ e OH- esteja correta.
- Estequiometria:  Use a estequiometria da reação balanceada para determinar a relação molar entre os reagentes e os produtos.
- Formação de sais:  Se a reação for parcial, o sal formado terá H+ (hidrogenossais) ou OH- (hidroxissais) no seu nome.
- pH:  A neutralização total resulta em um pH próximo a 7, enquanto a neutralização parcial pode resultar em um pH ácido ou básico.

Para mais informações sobre reações de neutralização e cálculos, você pode consultar as fontes mencionadas.

## Neutralização total
| HCN              | + | KOH                   | → | KCN                 | + | H2O  |
| ácido            | + | base                  | → | sal                 | + | água |
| ácido cianídrico | + | hidróxido de potássio | → | cianeto de potássio | + | água |
- Todo monoácido (produz somente 1 H+) faz neutralização total, como o ácido cianídrico. Há muitos outros monoácidos, como o ácido clorídrico (HCl), ácido bromídrico (HBr), ácido clórico (HClO3) entre outros. Os diácidos, triácidos e tetrácidos podem também fazer neutralização total:

H3PO4 + 3 NaOH → 3 H2O + Na3PO4

## Neutralização parcial

### De um ácido
Para ocorrer a neutralização parcial de um ácido, ele não pode ser um monoácido, pois como vimos acima, todos os monoácidos são neutralizados totalmente, em qualquer reação de salificação. Assim, somente os diácidos, triácidos e tetrácidos podem fazer neutralização parcial:
1 H2CO3 + 1 NaOH → H2O + NaHCO3
Note que 1 molecula de ácido carbônico reagindo com 1 molecula de hidróxido de sódio faz uma neutralização parcial, produzindo um sal ácido, no caso o carbonato ácido de sódio ou mais popularmente conhecido como bicarbonato de sódio. Na verdade, teriam que reagir 2 mols de hidróxido de sódio para ocorrer a neutralização total.

### De uma base
Para ocorrer a neutralização parcial de uma base, ela não pode ser uma monobase, pois todas as monobases produzem somente 1 OH-.
1 HCl + 1 Mg(OH)2 → H2O + Mg(OH)Cl
Ao reagir 1 mol de ácido clorídrico com 1 mol de hidróxido de magnésio, é formado um sal básico, no caso cloreto básico de magnésio ou hidroxi-cloreto de magnésio.